# Газимур
Газиму́р — река в Забайкальском крае России, левый приток Аргуни.
Длина — 592 км. Площадь бассейна — 12100 км². Средний расход воды у села Батакан составляет 17,2 м³/с.
Берёт начало на северо-западе Нерчинского хребта. Течёт большей частью между Борщовочным и Газимурским хребтами. Общее направление — с юго-запада на северо-восток. Берега обрывистые, поросшие кустарником.
Газимур неглубок, дно каменистое, вода прозрачная. Вскрывается в начале мая, замерзает в начале ноября. Весной река значительно разливается, летом мелеет, отчего образуется множество бродов; зимою же, вследствие небольшой глубины, промерзает местами до дна, так что течение реки останавливается.

## История
В начале 1720-х годов в бассейне Газимура были разведаны рудные месторождения серебра. В 1724—1726 годах началось заселение края.
В начале XX века, согласно ЭСБЕ, «по Газимуру нет ни сплава, ни судоходства, но воды Газимура способствуют движению работ на плавильных заводах, обрабатывающих руды, коими так богаты побережья этой реки. Долины Газимура заселены хлебопашцами-казаками, между которыми встречаются зобатые. Лучшие прибрежные станицы: Красноярская, Усть-Аленуйская, Сивачинская, Батаканская и Дакталгинская».